# Ectogonia butleri
Ectogonia butleri là một loài bướm đêm trong họ Noctuidae.